# 羽賀理之
羽賀 理之（はが まさゆき、1984年11月12日 - ）は、日本の車いすラグビー選手。ペプチドリーム/AXE所属。2024年パリパラリンピックで金メダルを獲得した。

## 略歴
千葉県松戸市出身。
幼少期から野球を続けて事故で頸髄を損傷した後、20 歳から車いすラグビーを始める。
2016年リオデジャネイロパラリンピックでは日本代表に選ばれ、初のメダル獲得に貢献した。
2019年、車いすラグビー日本代表の副将に就任。
2021年、東京2020パラオリンピック競技大会日本代表選手に選ばれ、日本の銅メダル獲得に貢献する。同年9月、フリーアナウンサーの久下真以子と結婚したことを発表した。
2024年、パリパラリンピックに出場し、全戦全勝で日本初の金メダルを獲得。同年、紫綬褒章受章。